# Mozilla Europe
Mozilla Europe è un'organizzazione non-profit nata per contribuire a promuovere e distribuire i prodotti Mozilla in Europa.
Mozilla Europe è stata fondata il 17 febbraio 2004; è indipendente dalla Mozilla Foundation, ma è ad essa affiliata; la sede dell'organizzazione è a Parigi.
L'organizzazione è gestita da un consiglio di amministrazione, che si compone di Tristan Nitot (presidente) e Peter Van der Beken, Zbigniew Braniecki, Pascal Chevrel, Axel Hecht e Olivier Meunier. Essa è finanziata da donazioni.
Il sito di Mozilla Europe è attualmente disponibile in 23 lingue: albanese, basco, catalano, ceco, danese, olandese, inglese, finlandese, francese, tedesco, greco, ungherese, italiano, lituano, norvegese, polacco, portoghese, rumeno, russo, slovacco, spagnolo, turco e ucraino.